# Éxitos de Flor Pucarina
Éxitos de Flor Pucarina es el primer álbum de la cantante vernacular Flor Pucarina, aunque el nombre suene a compilación, no es este caso ya que aquí se reúnen los doce primeros temas grabados entre 1960 a 1965. En la presente producción musical está acompañada por "Los Engreídos de Jauja"

## Lista de canciones
| N.º | Canción                                    |  |
| --- | ------------------------------------------ |  |
| 1.  | "Alma Andina" Leonor Chávez                |  |
| 2.  | "Traición" Zenobio Dagha                   |  |
| 3.  | "Tarmeña" Emilio Alanya                    |  |
| 4.  | "El Provinciano" Emilio Alanya             |  |
| 5.  | "Pueblo Huanca" Leonor Chávez              |  |
| 6.  | "Yana Chivillo" Zenobio Dagha              |  |
| 7.  | "Pichiucita" Emilio Alanya                 |  |
| 8.  | "Golpes de La Vida" Máximo Alanya          |  |
| 9.  | "Soy Pucarina" Leonor Chávez               |  |
| 10. | "Caminito de Huancayo" Luis Pizarro Cerrón |  |
| 11. | "Sola Siempre Sola" Zenobio Dagha          |  |
| 12. | "Huaylash de La Alegría" Juvenal Romero    |  |

- Datos: Q6174385